# 奈斯梅伊
奈斯梅伊，是匈牙利科马罗姆-埃斯泰尔戈姆州所辖的一个村。总面积27.76平方公里，总人口1345，人口密度48.5人/平方公里（2011年1月1日）。